# Hills of Hate
Hills of Hate er en amerikansk stumfilm fra 1921 af Ben F. Wilson.

## Medvirkende
- Jack Hoxie[2] som Nate Hammond
- Wilbur McGaugh som Frayne
- Evelyn Nelson som Ann La Varre
- Marin Sais som Carmen